# Liste der Kunstwerke im öffentlichen Raum in Wien/Mariahilf
Diese Liste der Kunstwerke im öffentlichen Raum in Mariahilf enthält die im „Wien Kulturgut“ (digitalen Kulturstadtplan der Stadt Wien) gelisteten Kunstwerke im öffentlichen Raum (Public Art) im Bezirk Mariahilf.
Gedenktafeln sind in der Liste der Gedenktafeln und Gedenksteine in Wien/Mariahilf angeführt.

## Kunstwerke
| Foto |                 | Name                                                                                | Typ                                      | Standort | Künstler                                   | Datierung | Beschreibung | Metadaten                                                                         |
| ---- | --------------- | ----------------------------------------------------------------------------------- | ---------------------------------------- | --- | ------------------------------------------ | --------- | --- | --------------------------------------------------------------------------------- |
| ja   | Datei hochladen | Kreuzigungsgruppe ID: 43584                                                         | Sakrale Kleindenkmäler                   | gegenüber Barnabitengasse 14 Standort                                                                       | Kaspar Gerbl                               | 1680      | Die barocke Kreuzigungsgruppe, heute in einer durch ein Ziergitter und Verglasung abgeschlossenen Nische an der Nordwestfassade der Mariahilfer Kirche aufgestellt, befand sich bis ins 18. Jahrhundert über dem Hauptportal des Kriminalgefängnisses in der Rauhensteingasse. Das Kruzifix wurde um 1680 geschaffen, die Figuren Maria und Johannes entstanden um 1710. | Standort: Seitenfassade der Mariahilfer Kirche (Haydn-Kirche)                     |
| ja   | Datei hochladen | Kreuzigungsgruppe ID: 43583 HERIS-ID: 16056 Objekt-ID: 12310                        | Sakrale Kleindenkmäler                   | Brückengasse 5 Standort                                                                                     |                                            |           | Die in einer Nische aufgestellten Kreuzigungsgruppe besteht aus einem Steinkruzifix aus dem zweiten Viertel des 19. Jahrhunderts sowie Figuren der Heiligen Maria und Johannes vermutlich aus dem 18. Jahrhundert. | Standort: In der Gartenmauer des Pfarramtes der Gumpendorfer Pfarrkirche St. Ägyd |
| ja   | Datei hochladen | Vier Statuen ID: 43591 HERIS-ID: 15619 Objekt-ID: 11865                             | Profanplastiken/Kunst am Bau freistehend | Esterhazy-Park. Fritz-Grünbaum-Platz. Gegenüber Gumpendorfer Straße 63 Standort                             |                                            | 1723      | Die vier barocken Steinfiguren stammen von der Attika des ehemaligen Lazansky-Hauses am Stock im Eisen und wurden 1886 an den jetzigen Standort übertragen. | Standort: Auf der Begrenzungsmauer der Parkanlage beim Stiegenaufgang.            |
| ja   | Datei hochladen | Vogeltränke „Drei Figuren“ ID: 42077                                                | Profanplastiken/Kunst am Bau freistehend | Grabnergasse 11-13 Standort                                                                                 | Mario Petrucci                             | 1962      | Bronzeplastik dreier jeweils eine Schale haltender Figuren auf einem Sockel | Standort: Wohnhausanlage, Bt. 2                                                   |
| ja   | Datei hochladen | Stele „Reine Form“ ID: 42203                                                        | Profanplastiken/Kunst am Bau freistehend | Gumpendorfer Straße, Corneliusstiege Standort                                                               | Josef Seebacher                            |           | Kunststein-Stele mit Smalten-Mosaik | Standort: Stiegenanlage                                                           |
| ja   | Datei hochladen | Skulptur „Sonnenuhr“, 4 Findlinge ID: 41051                                         | Profanplastiken/Kunst am Bau freistehend | Gumpendorfer Straße 40-44/Stiegengasse Standort                                                             | Edelbert Köb                               | ca. 1988  | Steinplatte mit Granitfindlingen | Standort: Wohnhausanlage                                                          |
| ja   | Datei hochladen | Richard-Waldemar-Denkmal ID: 71038                                                  | Denkmäler                                | gegenüber Hofmühlgasse 11 Standort                                                                          | Karl Stemolak                              | 1942      | Das Denkmal für den Schauspieler Richard Waldemar besteht aus einer Porträtbüste auf einem Vierkantsockel. |                                                                                   |
| ja   | Datei hochladen | 7 Spielplastiken „Ponys“ ID: 42076 HERIS-ID: 5068 Objekt-ID: 930 Wiener Wohnen: 105 | Profanplastiken/Kunst am Bau freistehend | Mollardgasse 32 / Grabnergasse Standort                                                                     | Mario Petrucci                             | 1957      | Sieben Bronzefiguren beim Kindergarten des Einsteinhofes. Jedes der Ponys hat einen Namen: Max, Lisl, Ali, Moritz, Felix, Rosl und Susi. | Standort: Wohnhausanlage, Einsteinhof                                             |
| ja   | Datei hochladen | Naschmarktkapelle ID: 43585                                                         | Sakrale Kleindenkmäler                   | Naschmarkt. Gegenüber Linke Wienzeile 18. Standort                                                          |                                            |           | Der kubische Kapellenbau mit einer Front in Gestalt einer rundbogigen Säulenädikula entstand um 1817 und war ursprünglich der Vorbau der Rosalienkapelle im Freihaus auf der Wieden, ehe sie 1916 auf den Naschmarkt versetzt wurde. |                                                                                   |
| ja   | Datei hochladen | Leuchtobelisk ID: 43388 HERIS-ID: 16057 Objekt-ID: 12311                            | Denkmäler                                | Mariahilfergürtel zwischen 39 und 34 / Mariahilfer Straße Standort                                          | Johann Nepomuk Scheiringer, Johann Scherpe | 1906      | Der Obelisk erinnert durch eine Gedenktafel an die Anlegung der Grünanlagen auf dem Gürtel zwischen Nussdorfer Straße und Wiental in den Jahren 1898–1906 unter Bürgermeister Karl Lueger. | Standort: In der Grünanlage zwischen den Fahrbahnen                               |
| ja   | Datei hochladen | Maria Immaculata ID: 43586                                                          | Sakrale Kleindenkmäler                   | Otto-Bauer-Gasse 17 Standort                                                                                |                                            | 18. Jh.   | Die Statue der Maria Immaculata steht in einem Brunnenbecken, mit dem sie nicht ursprünglich zusammengehört | Standort: Im Hof                                                                  |
| ja   | Datei hochladen | Gänsemädchenbrunnen ID: 43588 HERIS-ID: 13369 Objekt-ID: 9548                       | Brunnen                                  | Rahlstiege, zwischen Mariahilfer Straße und Rahlgasse Standort                                              | Anton Paul Wagner                          | 1866      | Der Brunnen stand zunächst auf der Alten Brandstatt beim Stephansplatz, ab 1879 vor der Mariahilfer Kirche, wo er aber 1886 dem Haydn-Denkmal weichen musste, und seither auf dem jetzigen Platz. |                                                                                   |
| ja   | Datei hochladen | Gerngrosssäule ID: 74432                                                            | Profanplastiken/Kunst am Bau freistehend | Rahlgasse 8 Standort                                                                                        | Franz West                                 | 2000      | Betonplastik auf Fundament. Auf Kübeln ist ein Ei mit dem spiegelverkehrten Schriftzug „Gerngross“ angebracht, damit ein „Küken, das sich noch im Inneren befindet, den Namen richtig lesen kann“. |                                                                                   |
| ja   | Datei hochladen | Kapellennische ID: 43453                                                            | Sakrale Kleindenkmäler                   | gegenüber Rechte Wienzeile 15 Standort                                                                      |                                            |           | In der ehemaligen Kapelle ist jetzt das Kleine Naschmarkt Museum, eine Expositur des Bezirksmuseums Mariahilf, untergebracht. |                                                                                   |
| ja   | Datei hochladen | Bildstock ID: 43452                                                                 | Sakrale Kleindenkmäler                   | Gegenüber Rechte Wienzeile 39 Standort                                                                      |                                            |           | Die Figur der Madonna mit Kind aus dem 17. Jahrhundert befand sich ursprünglich auf der Steinbrücke, die in Verlängerung der Kärntner Straße den Wienfluss überspannte. Die flankierenden Figuren der Heiligen Josef und Antonius stammen vom Ende des 19. Jahrhunderts.                                                                                                 | Standort: Nische links vom Eingang des Marktamtes                                 |
| ja   | Datei hochladen | Joseph Haydn ID: 43590 HERIS-ID: 13375 Objekt-ID: 9554                              | Denkmäler                                | Vor der Mariahilfer Kirche, gegenüber Mariahilfer Straße 50, zwischen Mariahilfer Straße 55 und 59 Standort | Otto Hieser, Heinrich Natter               | 1887      | Statue Joseph Haydns vor der Mariahilfer Kirche |                                                                                   |
| ja   | Datei hochladen | Tiertränkebrunnen ID: 43589 HERIS-ID: 16121 Objekt-ID: 12376                        | Brunnen                                  | Vor Eckgebäude Gumpendorfer Straße 6 / Theobaldgasse 1 Standort                                             | Josef Thorak, Adolf Stöckl                 | 1916      | Der Brunnen wurde 1916 bei der Wiener Secession aufgestellt und 1968 an den jetzigen Standort versetzt. |                                                                                   |
| ja   | Datei hochladen | Hl. Johannes von Nepomuk ID: 43587                                                  | Sakrale Kleindenkmäler                   | Windmühlgasse 3 Standort                                                                                    |                                            | 1723      | Die Heiligenfigur mit Märtyrerpalme und Kruzifix auf einem Steinsockel mit Wappenrelief befindet sich in einer Nische an der Fassade der Laimgrubenkirche. | Standort: Vor der Laimgrubenkirche                                                |

## Nicht mehr vorhanden
| Foto |                 | Name                                | Typ                       | Standort                         | Künstler        | Datierung | Beschreibung | Metadaten |
| ---- | --------------- | ----------------------------------- | ------------------------- | -------------------------------- | --------------- | --------- | --- | --------- |
| ja   | Datei hochladen | In the still of the night ID: 87310 | Kunst am Bau wandgebunden | Esterhazypark, Flakturm Standort | Lawrence Weiner | 1991–2019 | Bemalung des oberen Teils des Flak-Turms mit dem Kommentar: ZERSCHMETTERT IN STÜCKE (IM FRIEDEN DER NACHT). Die Aufschrift wurde im Zuge des Ausbaues des Hauses des Meeres nach langen Diskussionen mit Zustimmung Weiners 2019 überdeckt. |           |